# Octave (電子學)
octave在電子學上是指頻率加倍或是除以2。此一詞是源自西方的音樂，因為音樂中的octave（八度）表示頻率加倍或是除以2，因此也用在電子學（尤其是音频电子学）中。（其字首octa-表示8，是指八個全音阶）。octave和decade都常用來表示頻率的比例或是頻率區間。
頻率比例若要以octave表示，要計算頻率比例以2爲底的對數：
{\displaystyle \mathrm {octaves} =\log _{2}\left({\frac {f_{2}}{f_{1}}}\right)}
放大器及濾波器的規格可能包括在一定頻率範圍內，頻率響應±6dB，表示當頻率變化2倍時，功率增益變化±6 dB。其斜率±6dB per octave（更精準的說法是 {\displaystyle 10\log _{10}(4)\approx 6.0206} decibels per octave）表示其增益會隨頻率而變化，其比例等於±20dB per decade（頻率變化10倍，振幅增益變化10倍），這是一階濾波器的特徵。

## 例子
- 20 Hz和40 Hz之間的頻率比例為一個octave。
- 若一濾波器在4 kHz時振幅為52 dB，振幅變化斜率-2 dB/octave，在13 kHz的振幅可以用以下方式計算：

{\displaystyle {\text{number of octaves}}=\log _{2}\left({\frac {13}{4}}\right)=1.7}
{\displaystyle {\text{Mag}}_{13{\text{ kHz}}}=52{\text{ dB}}+(1.7{\text{ octaves}}\times -2{\text{ dB/octave}})=48.6{\text{ dB}}.\,}